# Mercedes-Benz GLK-класс
Mercedes-Benz GLK-класс (ориг. GLK-Klasse, от Geländewagen Luxus Kompaktklasse) — серия люксовых компактных кроссоверов немецкой торговой марки Mercedes-Benz, основанная на универсале S204 C-класса. GLK-класс был впервые представлен в 2008 году на Североамериканском международном автосалоне в Детройте под именем Mercedes-Benz Vision GLK. В том же году было налажено серийное производство. Сборка автомобиля осуществлялась на заводе в Бремене (Германия) — это первый SUV Mercedes-Benz, который был выпущен там.
Класс представлен одним единственным поколением Mercedes-Benz X204, которое в 2012 году было подвергнуто рестайлингу, в ходе которого модель получила обновлённый дизайн, новый руль и некоторые изменения в интерьере. Также были модернизированы силовые агрегаты автомобиля.
На российском рынке GLK-класс предлагался с бензиновыми и дизельными двигателями, все версии имели полный привод и комплектовались семиступенчатой автоматической коробкой передач.
В 2015 году линейка автомобилей Mercedes-Benz GLK была заменена на новую серию GLC. В результате на смену модели Mercedes-Benz X204 пришёл автомобиль Mercedes-Benz X253. Производство было остановлено в июне 2015 года. В общей сложности было выпущено 540 089 автомобилей X204
.

## История

### Концептуальные модели

#### Vision GLK Freeside (2008)
На Североамериканском международном автосалоне 2008 года в Детройте состоялась презентация концепт-кара Mercedes-Benz Vision GLK Freeside, воплощающего дизайн оригинального внедорожника G-класса с характерными чертами дизайна линейки современных легковых автомобилей марки Mercedes-Benz. Транспортное средство оснастили 2,1-литровым четырёхцилиндровым дизельным двигателем с технологией BlueTec и мощностью 170 л.с. (125 кВт), 7-ступенчатой автоматической коробкой передач 7G-Tronic, постоянным полным приводом 4Matic, подвеской с технологией Agility Control, системой превентивной безопасности Pre-Safe, интеллектуальной светодиодной передней оптикой (Intelligent Light System или ILS) и информационно-развлекательным центром Command APS. В оснащение салона вошли задние сиденья с интегрированной развлекательной системой и двумя экранами, белая кожаная отделка, деревянные элементы с атласной отделкой, а также 3-зонный климат-контроль Thermotronic.

#### Vision GLK Townside (2008)
Помимо концепта Vision GLK Freeside на Североамериканском международном автосалоне 2008 года был представлен автомобиль Mercedes-Benz Vision GLK Townside,  демонстрирующий динамические характеристики GLK. Большинство технических решений концепт-кар разделил с Vision GLK Freeside, за исключением спортивной подвески и иного оформления экстерьера и салона (кожаная обивка цвета светлый аквамарин и матовые элементы отделки из алюминия).

### Серийная модель (X204, 2008—2015)
Mercedes-Benz GLK 320 CDI до рестайлинга
Серийная модель GLK-класса с внутренним индексом X204 была представлена в 2008 году на Пекинском автосалоне. Автомобиль базируется на платформе Mercedes-Benz W204 C-класса, но имеет дизайн, на который сильно повлиял G-класс. Европейские модели поступили в продажу 30 июня 2008 года, поставки же клиентам начались осенью. Ранний модельный ряд состоял из GLK 220 CDI 4Matic BlueEFFICIENCY, GLK 320 CDI 4Matic, GLK 280 4Matic и GLK 350 4Matic. Специальная серия GLK Edition 1, доступная к заказу с 2008 по 2009 год, поставлялась в двигателем V6, спорт-пакетом для экстерьера, 20-дюймовыми колёсными дисками, технологией Easy-Pack, особым пакетом для интерьера, обивкой из кожи наппа, многофункциональным кожаным рулевым колесом AMG и прочими отличительными элементами.
В 2009 году модельный ряд пополнился версиями GLK 220 CDI BlueEfficiency, GLK 220 CDI 4Matic BlueEfficiency, GLK 300 4Matic и GLK 250 CDI 4Matic BlueEfficiency.

#### Vision GLK Bluetec Hybrid (2008)
На Женевском автосалоне 2008 года был представлен концепт-кар на базе серийной модели GLK-класса с гибридным двигателем. Автомобиль оснащался силовой установкой, состоящей из 4-цилиндрового двигателя с технологией BlueTEC и электромотора. В оснащение модели вошли 20-дюймовые легкосплавные колёсные диски, обивка приборной панели из чёрной кожи, мультимедиа система Command APS с центральным дисплеем и подвеска с технологией Agility Control. Кузов автомобиля окрасили в фирменный цвет «alubeam blue».

#### Рестайлинг (2012)
Mercedes-Benz GLK 250 BlueTEC 4MATIC Sport-Paket AMG (X204) после рестайлинга
В 2012 году был представлен обновлённый GLK-класс в кузове X204. Презентация рестайлинговой модели состоялась на Нью-Йоркском автосалоне. Первоначальный модельный ряд обновлённой версии состоял из GLK 200 CDI BlueEFFICIENCY, GLK 220 CDI BlueEFFICIENCY, GLK 220 CDI 4Matic BlueEFFICIENCY, GLK 220 BlueTEC 4Matic, GLK 250 BlueTEC 4Matic, GLK 300 4Matic, GLK 350 CDI 4Matic BlueEfficiency и GLK 350 4Matic BlueEFFICIENCY.
Ранние модельный ряд для рынка США включал всего два варианта: GLK 350 и GLK 350 4MATIC BlueEFFICIENCY (2013 модельный год), но позже к ним прибавилась GLK 250 BlueTEC 4MATIC (в начале 2013 года).
На момент запуска автомобиля на рынок Германии и Северной Америки GLK-класс предлагался только в полноприводном варианте, но в 2013 году компания Mercedes-Benz представила версии с задним приводом.
GLK-класс не продавался на рынках с правосторонним расположением руля, таких как Великобритания и Австралия, из-за карданного вала, используемого для управления передними колёсами на полноприводной версии. тем не менее, в августе 2014 года компания заявила о выпуске GLK-класса на рынок Соединённого Королевства в 4-м квартале 2015 года.
В 2015 году GLK-класс был заменён на новую серию GLC. В результате на смену Mercedes-Benz X204 пришёл автомобиль Mercedes-Benz X253.

## Описание

### Экстерьер
В стандартной комплектации GLK-класс оснащается 17-дюймовыми легкосплавными колёсными дисками в дизайне из 7 спиц. Передняя оптика имеет прозрачные стёкла проекционных галогенных фар (H7).

### Оснащение

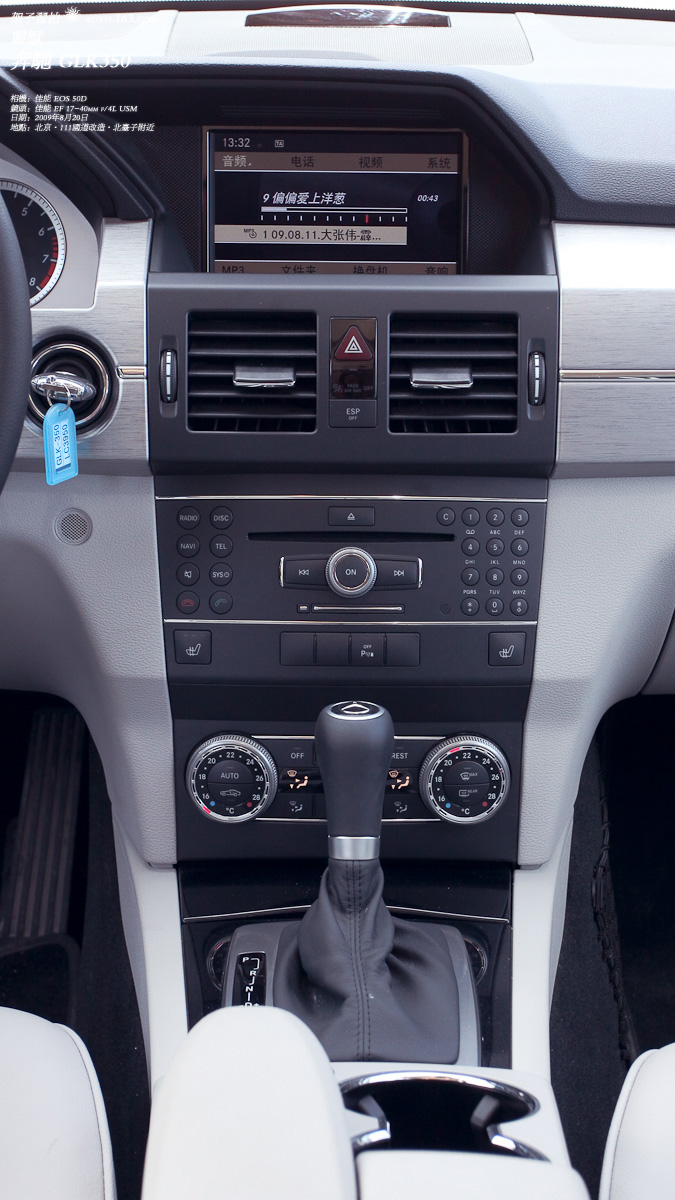
Центральная консоль GLK до рестайлинга

В стандартную комплектацию автомобилей GLK-класса входят системы ASR, ABS, BAS, ESP, 6-ступенчатая механическая или 7-ступенчатая автоматическая (для моделей с двигателем V6) коробка передач, 4ETS (система курсовой устойчивости), краш-активные подголовники и управляемая подвеска с селективной демпферной системой, которая автоматически регулирует амортизаторы в соответствии с дорожными условиями. В салоне установлены 2-зонный климат-контроль THERMATIC, CD-радио Audio 20 с двойным тюнером и MP3-совместимым проигрывателем компакт-дисков, 6 динамиков и цветной экран высотой в 5 дюймов. С декабря 2009 года все автомобили оснащаются светодиодными фарами дневного света.

### Безопасность
Защита водителя и пассажиров обеспечивается комплексными мерами безопасности. Основой для всех систем GLK-класса служит высокопрочная пассажирская клетка в сочетании с передними и задними зонами деформации. Удерживающая система безопасности состоит из натяжителей ремней безопасности и девяти аирбагов, которые выстреливают выборочно в зависимости от типа столкновения.
Автомобиль оснащается следующими элементами активной/пассивной безопасности:
- двухступенчатые адаптивные подушки безопасности для переднего пассажира и водителя;
- коленная подушка безопасности для водителя (Европа);
- боковые подушки для задних пассажиров (опция);
- оконные подушки безопасности;
- активные подголовники NECK-PRO для водителя и переднего пассажира;
- трёхточечные ремни безопасности для всех пассажиров;
- натяжители и адаптивные ограничители усилия ремней безопасности для водителя и переднего пассажира;
- крепления детских сидений Isofix;
- система автоматического распознавания детского сиденья для отключения подушек безопасности (опция);
- регулятор высоты ремня безопасности водителя и переднего пассажира;
- индикатор состояния ремня для задних пассажиров на приборной панели.

Кроме того, безопасность водителя и пассажиров обеспечивают такие системы, как тормозной ассистент BAS, электронный контроль устойчивости (ESP), противобуксовочная система (ABS), ASR, а также опциональные передняя интеллектуальная оптика ILS, камера заднего вида, система уведомления о нарушении скоростного режима (SPEEDTRONIC) и парковочный радары.
В рейтинге германской «Ассоциации технического надзора» (VdTUV) в возрастной категории «от 2 до 3 лет» GLK  занял первое место по надежности среди поддержанных автомобилей 2017 года.  В 2018 году и в 2019 автомобиль занимал третье место в этом рейтинге.

#### EuroNCAP
В 2009 году автомобиль прошёл краш-тесты EuroNCAP:
| Euro NCAP                                                                  | Euro NCAP | Euro NCAP | Euro NCAP             |
| -------------------------------------------------------------------------- | --------- | --------- | --------------------- |
| · общий рейтинг                                                            |           |           |                       |
| 89%                                                                        | 76%       | 44%       | 86%                   |
| взрослый пассажир                                                          | ребёнок   | пешеход   | активная безопасность |
| Протестированная модель: Mercedes Benz GLK 220 CDI, base grade, LHD (2009) |           |           |                       |

#### IIHS
В 2013 году GLK-класс прошёл испытания в Страховом институте дорожной безопасности США:
| IIHS                                              | IIHS |
| ------------------------------------------------- | ---- |
| Фронтальный удар с 40%-м перекрытием              | G    |
| Боковой удар                                      | G    |
| Прочность крыши                                   | G    |
| Подголовники и сиденья                            | G    |
| Протестированная модель: Mercedes-Benz GLK (2013) |      |

### Двигатели
Характеристики двигателей, устанавливаемых на модели GLK-класса:

#### Бензиновые
| Модель                           | GLK 200                            | GLK 250                            | GLK 250 4MATIC                     | GLK 280 4MATIC                     | GLK 300 4MATIC                     | GLK 350 4MATIC                     | GLK 350 4MATIC                     |
| Годы выпуска                     | c 10/2013                          | c 10/2013                          | c 06/2013                          | 10/2008–06/2009                    | 07/2009–04/2011                    | 10/2008–04/2011                    | c 04/2011                          |
| Характеристики                   |                                    |                                    |                                    |                                    |                                    |                                    |                                    |
| Двигатель*                       | M 274 DE 20 AL                     | M 274 DE 20 AL                     | M 274 DE 20 AL                     | M 272 E 30                         | M 272 E 30                         | M 272 E 35                         | M 276 DE 35                        |
| Тип двигателя                    | бензиновый R4                      | бензиновый R4                      | бензиновый R4                      | бензиновый V6                      | бензиновый V6                      | бензиновый V6                      | бензиновый V6                      |
| Система питания                  | прямой впрыск топлива              | прямой впрыск топлива              | прямой впрыск топлива              | впрыскивание во впускной коллектор | впрыскивание во впускной коллектор | впрыскивание во впускной коллектор | прямой впрыск топлива              |
| Оснащение двигателя              | турбина                            | турбина                            | турбина                            | —                                  | —                                  | —                                  | —                                  |
| Рабочий объём                    | 1991 см3                           | 1991 см3                           | 1991 см3                           | 2996 см3                           | 2996 см3                           | 3498 см3                           | 3498 см3                           |
| Мощность                         | 135 кВт (184 л.с.) при 5500 об/мин | 155 кВт (211 л.с.) при 5500 об/мин | 155 кВт (211 л.с.) при 5500 об/мин | 170 кВт (231 л.с.) при 6000 об/мин | 170 кВт (231 л.с.) при 6000 об/мин | 200 кВт (272 л.с.) при 6000 об/мин | 225 кВт (306 л.с.) при 6500 об/мин |
| Крутящий момент                  | 300 Н·м при 1200–4000 об/мин       | 350 Н·м при 1200–4000 об/мин       | 350 Н·м при 1200–4000 об/мин       | 300 Н·м при 2500–5000 об/мин       | 300 Н·м при 2500–5000 об/мин       | 350 Н·м при 2400–5000 об/мин       | 370 Н·м при 3500–5250 об/мин       |
| Трансмиссия                      | 6-ступенчатая механическая         | 7G-Tronic Plus                     | 7G-Tronic Plus                     | 7G-Tronic                          | 7G-Tronic                          | 7G-Tronic                          | 7G-Tronic Plus                     |
| Доп. данные                      |                                    |                                    |                                    |                                    |                                    |                                    |                                    |
| Максимальная скорость            | 210 км/ч                           | 215 км/ч                           | 215 км/ч                           | 210 км/ч                           | 210 км/ч                           | 230 км/ч                           | 238 км/ч                           |
| Скорость разгона, 0–100 км/ч     | 8,8 с                              | 7,8 с                              | 7,9 с                              | 7,6 с                              | 7,6 с                              | 6,7 с                              | 6,5 с                              |
| Средний расход топлива на 100 км | 7,2–7,3 л                          | 7,0–7,1 л                          | 7,5–7,7 л                          | 10,2 л                             | 10,2 л                             | 10,6 л                             | 8,1–8,6 л                          |
| Выбросы CO2                      | 168–170 г/км                       | 164–165 г/км                       | 176–180 г/км                       | 245 г/км                           | 239 г/км                           | 249 г/км                           | 189–199 г/км                       |
| Экологические нормы              | Евро 6                             | Евро 6                             | Евро 6                             | Евро 5                             | Евро 5                             | Евро 5                             | Евро 5                             |

 * Расшифровка обозначений двигателей: M = бензиновый двигатель; OM = дизельный двигатель; E = впрыск во впускной коллектор; KE = впрыск во впускной коллектор, компрессорный наддув;  DE = прямой впрыск; ML = компрессор; L = охлаждение наддувочного воздуха; A = турбокомпрессор; red. = пониженные характеристики (мощность, рабочий объём); LS = повышенная производительность.
1. ↑  До мая 2013 года продавался как GLK 350 4MATIC BlueEFFICIENCY.

#### Дизельные
| Модель                           | GLK 200 CDI                                             | GLK 220 CDI                                             | GLK 220 CDI 4MATIC                      | GLK 220 BlueTEC 4MATIC                  | GLK 250 CDI 4MATIC BlueEFFICIENCY  | GLK 250 BlueTEC 4MATIC             | GLK 320 CDI 4MATIC                 | GLK 350 CDI 4MATIC                 | GLK 350 CDI 4MATIC                 | GLK 350 CDI 4MATIC                 |
| Годы выпуска                     | c 09/2010                                               | c 07/2009                                               | c 04/2009                               | c 06/2012                               | 12/2009–05/2012                    | c 06/2012                          | 10/2008–06/2009                    | 07/2009–01/2010                    | 02/2010–05/2012                    | c 06/2012                          |
| Характеристики                   |                                                         |                                                         |                                         |                                         |                                    |                                    |                                    |                                    |                                    |                                    |
| Двигатель*                       | OM 651 DE 22 LA                                         | OM 651 DE 22 LA                                         | OM 651 DE 22 LA                         | OM 651 DE 22 LA                         | OM 651 DE 22 LA                    | OM 651 DE 22 LA                    | OM 642 DE 30 LA                    | OM 642 DE 30 LA                    | OM 642 DE 30 LA                    | OM 642 LS DE 30 LA                 |
| Тип двигателя                    | дизельный R4                                            | дизельный R4                                            | дизельный R4                            | дизельный R4                            | дизельный R4                       | дизельный R4                       | дизельный V6                       | дизельный V6                       | дизельный V6                       | дизельный V6                       |
| Система питания                  | Common rail прямой впрыск топлива                       | Common rail прямой впрыск топлива                       | Common rail прямой впрыск топлива       | Common rail прямой впрыск топлива       | Common rail прямой впрыск топлива  | Common rail прямой впрыск топлива  | Common rail прямой впрыск топлива  | Common rail прямой впрыск топлива  | Common rail прямой впрыск топлива  | Common rail прямой впрыск топлива  |
| Оснащение двигателя              | турбина                                                 | битурбо                                                 | битурбо                                 | битурбо                                 | битурбо                            | битурбо                            | турбина                            | турбина                            | турбина                            | турбина                            |
| Рабочий объём                    | 2143 см3                                                | 2143 см3                                                | 2143 см3                                | 2143 см3                                | 2143 см3                           | 2143 см3                           | 2987 см3                           | 2987 см3                           | 2987 см3                           | 2987 см3                           |
| Мощность                         | 105 кВт (143 л.с.) при 3200–4600 об/мин                 | 125 кВт (170 л.с.) при 3200–4200 об/мин                 | 125 кВт (170 л.с.) при 3200–4200 об/мин | 125 кВт (170 л.с.) при 3200–4200 об/мин | 150 кВт (204 л.с.) при 4200 об/мин | 150 кВт (204 л.с.) при 4200 об/мин | 165 кВт (224 л.с.) при 3800 об/мин | 165 кВт (224 л.с.) при 3800 об/мин | 170 кВт (231 л.с.) при 3800 об/мин | 195 кВт (265 л.с.) при 3800 об/мин |
| Крутящий момент                  | 350 Н·м при 1200–2800 об/мин                            | 400 Н·м при 1400–2800 об/мин                            | 400 Н·м при 1400–2800 об/мин            | 400 Н·м при 1400–2800 об/мин            | 500 Н·м при 1600–1800 об/мин       | 500 Н·м при 1600–1800 об/мин       | 540 Н·м при 1600–2400 об/мин       | 540 Н·м при 1600–2400 об/мин       | 540 Н·м при 1600–2400 об/мин       | 620 Н·м при 1600–2400 об/мин       |
| Трансмиссия [ на заказ ]         | 6-ступенчатая механическая [ 7G-Tronic/7G-Tronic Plus ] | 6-ступенчатая механическая [ 7G-Tronic/7G-Tronic Plus ] | 7G-Tronic/7G-Tronic Plus                | 7G-Tronic Plus                          | 7G-Tronic/7G-Tronic Plus           | 7G-Tronic Plus                     | 7G-Tronic                          | 7G-Tronic                          | 7G-Tronic                          | 7G-Tronic Plus                     |
| Доп. данные                      |                                                         |                                                         |                                         |                                         |                                    |                                    |                                    |                                    |                                    |                                    |
| Максимальная скорость            | 195 км/ч [ 190 км/ч ]                                   | 205 км/ч [ 205 км/ч ]                                   | 205 км/ч                                | 205 км/ч                                | 210 км/ч                           | 210 км/ч                           | 220 км/ч                           | 220 км/ч                           | 225 км/ч                           | 232 км/ч                           |
| Скорость разгона, 0–100 км/ч     | 10,3 с [ 10,8 с ]                                       | 8,5 с [ 8,7 с ]                                         | 8,8 с                                   | 8,8 с                                   | 7,9 с                              | 8,0 с                              | 7,5 с                              | 7,5 с                              | 7,3 с                              | 6,4 с                              |
| Средний расход топлива на 100 км | 5,5–5,6 л [ 5,6–6,0 л ]                                 | 5,5–5,6 л [ 5,6–6,0 л ]                                 | 6,1–6,5 л                               | 6,1–6,5 л                               | 6,1–6,5 л                          | 6,1–6,5 л                          | 7,9 л                              | 7,9 л                              | 8,0 л                              | 6,9–7,0 л                          |
| Выбросы CO2                      | 143–147 г/км [ 145–156 г/км ]                           | 143–147 г/км [ 145–156 г/км ]                           | 159–169 г/км                            | 159–169 г/км                            | 159–169 г/км                       | 159–169 г/км                       | 208 г/км                           | 208 г/км                           | 209 г/км                           | 179–183 г/км                       |
| Экологические нормы              | Евро 5                                                  | Евро 5                                                  | Евро 5                                  | Евро 6                                  | Евро 5                             | Евро 6                             | Евро 4                             | Евро 4                             | Евро 5                             | Евро 5                             |

1. ↑  До мая 2013 года продавались как GLK 200 CDI BlueEFFICIENCY, GLK 220 CDI BlueEFFICIENCY, GLK 220 CDI 4MATIC BlueEFFICIENCY и GLK 350 CDI 4MATIC BlueEFFICIENCY.
2. 1 2 3  7-ступенчатая АКПП с Touchshift до 04/2011, 7-ступенчатая АКПП с Touchshift и системой «старт-стоп» с 04/2011.

## Специальные издания

### GLK Edition 1

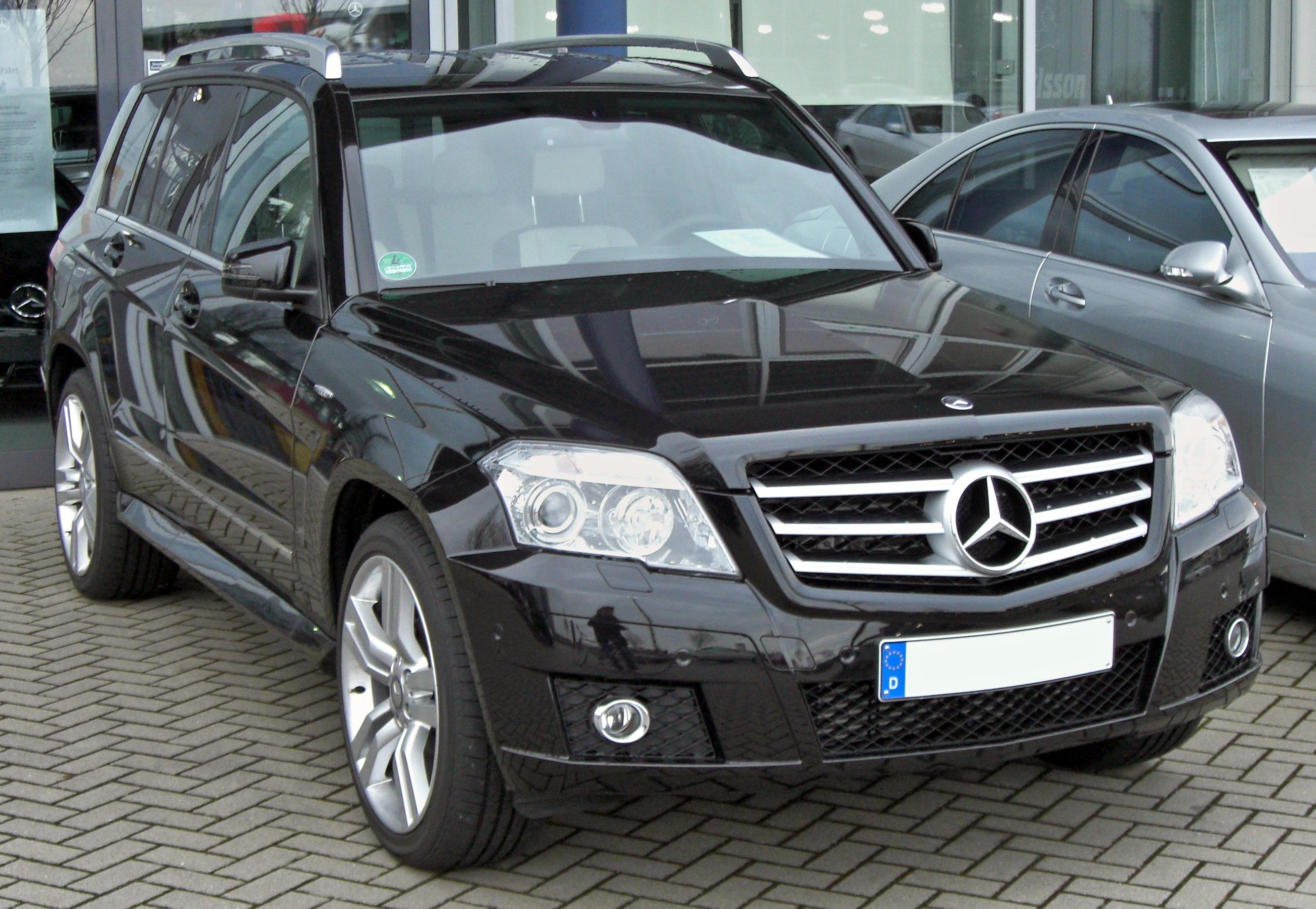
Mercedes GLK 350 4Matic Edition 1

Специальная серия GLK Edition 1 основывалась на моделях с двигателем V6 и предлагала спорт-пакет для экстерьера, 20-дюймовые колёсные диски, технологию Easy-Pack, спорт-пакет для интерьера, обивку из белой/чёрной кожи наппа из серии Designo для сидений, многофункциональное кожаное рулевое колесо AMG, специально окрашенный затемнённое стекло в задней части салона, чёрную накладку на потолке крыши, эксклюзивные элементы отделки салона из алюминия, мультимедиа систему Command APS и окраску кузова в цвет белый кальцит (на заказ можно было выбрать и иные цвета).

## Производство и продажи

### Производство
Производство кроссоверов GLK было налажено на заводе в Бремене, Германия. К концу июля 2008 году компания Mercedes-Benz получила заказ на 10 000 автомобилей GLK-класса, в том числе 1000 запросов на специальное издание Edition 1. К ноябрю 2008 года количество заказов увеличилось до 25 000 только для Западной Европы.
В 2011 году в Пекине были открыты собственные производственные мощности под управлением Beijing Benz Automotive Co., Ltd. для удовлетворения спроса Китайского рынка. В этом же году количество выпущенных автомобилей серии составило 93 836 единиц. В 2012 году это число увеличилось до 109 813.

### Продажи
| Календарный год | Продажи в США | Продажи в Европе | Продажи в России | Продажи в Китае | Продажи в Канаде |
| --------------- | ------------- | ---------------- | ---------------- | --------------- | ---------------- |
| 2008            | -             | 6624             | 448              | -               | -                |
| 2009            | 21 944        | 27 488           | 1481             | -               | 5012             |
| 2010            | 20 946        | 27 184           | 2770             | -               | 5852             |
| 2011            | 24 310        | 30 512           | 3456             | -               | 5294             |
| 2012            | 29 364        | 33 392           | 6641             | 23 965          | 5279             |
| 2013            | 32 553        | 29 587           | 7431             | 39 373          | 5979             |
| 2014            | 35 000        | 23 195           | 6755             | 47 172          | 5599             |
| 2015            | 23 333        | 13 816           | TBA              | 62 345          | 5304             |